# Bank of America

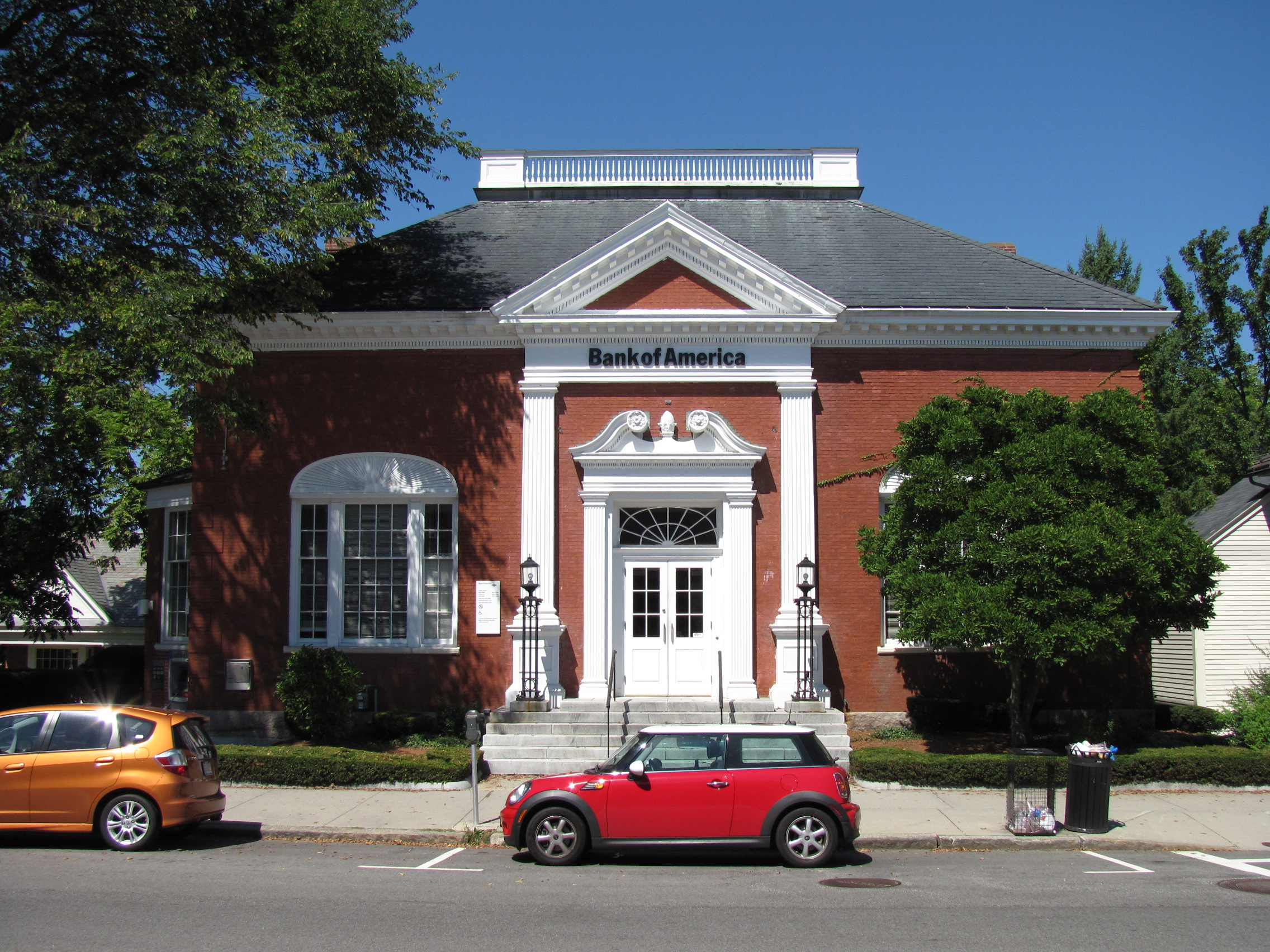
Bank of America, pobočka ve městě Concord

Bank of America Corporation je mezinárodní banka sídlící v Charlotte v Severní Karolíně. Patří k „velké čtyřce“ hlavních bank USA spolu se svými hlavními konkurenty Citigroup, JPMorgan Chase a Wells Fargo. Její historie sahá do roku 1904, kdy Italoameričan Amadeo Giannini založil v kalifornském San Franciscu společnost Bank of Italy, která se později pod jeho vedením sloučila roku 1928 s již existující bankou Bank of America Los Angeles a roku 1930 přijala jméno Bank of America.